# Joche Albert Ly
Joche Albert Ly (Hokienfu, Hebei, Imperio manchú, 8 de febrero de 1910 – Sichang, Sichuan, China, 21 de abril de 1951), también conocido como Andrés Ly, fue un hermano marista y mártir católico. Fue fusilado por miembros del Ejército Popular de Liberación por rechazar el comunismo. Apareció en 1960 su biografía, escrita por Eusebio Arnáiz Álvarez, misionero redentorista español evangelizado en Sichuan.

## Primeros años
Joche Albert Ly nació en una familia cristiana en Hokienfu. Al ser bautizado, recibió el nombre de Andrés. Ingresó en el juniorado de la Congregación de los Hermanos Maristas de Pekín en 1921. Hizo sus primeros votos en 1931 y su profesión perpetua en 1935, tomando el nombre de Joche Albert. Después, de 1940 a 1944, estudió en la Universidad Católica Fu Jen (Pekín), donde le gustaba enseñar ciencias, mientras que en su tiempo libre estudiaba francés e inglés hasta dominar ambos.

## Vida bajo el EPL
Después de graduarse, se trasladó a Chefoo (Shandong), donde enseñó ciencias hasta que el Ejército Popular de Liberación (EPL) tomó el control de esa ciudad, obligándolo a estudiar marxismo en la universidad improvisada de Laiyang. En marzo de 1946 fue expulsado de Chefoo, posteriormente, se encontró en constante movimiento, no solo para protegerse a sí mismo, sino también para trabajar para garantizar la seguridad y la fuerza de las numerosas comunidades católicas en el estado cada vez más opresivo. Se trasladó a Tsingtao, luego al sur, a Shanghái, antes de mudarse a Shangtung (Tíbet), y fundó allí la Escuela Secundaria de Ming Teh. Pero en febrero de 1949, regresó a Shanghái, luego viajó a Chungking (Sichuan). De allí se mudó a Sichang, que se encuentra bajo la jurisdicción de la diócesis de Ningyuan, donde fue asignado como superior de los Hermanos Maristas.

## Opresión y martirio
El 14 de diciembre de 1950, Albert Ly fue citado ante el tribunal junto con otro hermano marista y el líder laico de la Acción Católica. La entrevista tenía como objetivo conseguir que estos influyentes dirigentes se declarasen partidarios de la fórmula de las tres autonomías (que se convertiría en 1957 en la Asociación Patriótica Católica China), para que pudieran convertirse en un instrumento para ganar al pueblo católico hacia el comunismo. Ly se negó categóricamente y fue encarcelado el 6 de enero de 1951 por «conspiración contra el estado». Pasó más de tres meses en prisión, sometido a torturas inhumanas.
Durante su encarcelamiento, Albert Ly mantuvo su fe firme y su generosidad a pesar de las circunstancias. Un protestante liberado de la prisión contó cómo compartía todo lo que tenía, incluido su hábito. También durante su encarcelamiento se le permitió recibir el Santísimo Sacramento, y había indicado a sus amigos que pensaría mucho en ellos durante el Ángelus. En la mañana del 21 de abril de 1951, Albert Ly fue ejecutado por el Ejército Popular de Liberación, junto con otros 24 cristianos, cerca de las murallas de Sichang. Las campanas del Ángelus repicaron cuando sonaron los disparos. Para él se celebró un entierro privado, seguido de un rito fúnebre en la pequeña capilla de los redentoristas españoles.